# شهرستان لمپکین (جورجیا)
شهرستان لمپکین، جورجیا (به انگلیسی: Lumpkin County, Georgia) یک سکونتگاه مسکونی در ایالات متحده آمریکا است که در جورجیا واقع شده‌است.